# Things Past (Star Trek: Deep Space Nine)
"Things Past" és el vuitè episodi de la cinquena temporada de la sèrie de televisió de ciència-ficció estatunidenca Star Trek: Deep Space Nine, el 106è de tota la sèrie. Originalment es van emetre en redifusió a partir del 18 de novembre de 1996. L'episodi va ser dirigit per LeVar Burton i el guió fou escrit per Michael Taylor.
Ambientada al segle XXIV, la sèrie segueix les aventures a Espai Profund 9, una estació espacial situada prop d'un forat de cuc estable entre els Quadrants Alfa i Gamma de la Via Làctia, prop del planeta Bajor, mentre els bajorans es recuperen d'una brutal ocupació de dècades pels imperialistes cardassians. El Quadrant Gamma acull un imperi hostil conegut com el Domini, governat pels Fundadors que canvien de forma. A les temporades mitjanes de la sèrie, la Federació està amenaçada tant per l'Imperi Klíngon com pel Domini. En aquest episodi, el capità de DS9 Benjamin Sisko, el cap de seguretat Odo i l'oficial científica Jadzia Dax, juntament amb l'espia cardassià exiliat Garak, experimenten esdeveniments que van tenir lloc a Espai Profund 9 durant l'ocupació cardassiana, des de la perspectiva de presoners bajorans falsament acusats. "Things Past" va rebre una qualificació Nielsen de 6.0 corresponent a 5.800.000 espectadors, quan es va emetre per televisió el 1996.

## Argument
Mentre tornava en un runabout d'una conferència a Bajor, Sisko, Odo, Dax i Garak es troben amb una anomalia espacial desconeguda. Quan el robot arriba a "Espai Profund 9", es descobreix que tots quatre es troben en estat de coma.
Mentrestant, els quatre es troben anys en el passat, a "Terok Nor" (com es deia llavors "DS9") durant l'ocupació cardassiana de Bajor. Sembla que han adoptat les identitats de bajorans. Odo, actuant ansiós i sospitós, revela que els bajorans, les vides dels quals han assumit, van ser executats per un intent d'assassinat del prefecte cardassià Gul Dukat, tot i que eren innocents del crim. Aviat apareixen inconsistències: Thrax (Kurtwood Smith), el predecessor d'Odo com a cap de seguretat, és present, però Garak descobreix que la data actual és durant l'època en què Odo era cap de seguretat.
Es proposen trobar una manera d'escapar de l'estació i evitar l'execució, però quan es produeix l'intent d'assassinat, són arrestats tal com Odo havia predit. Odo suplica a Thrax que dugui a terme una investigació exhaustiva, que exoneri els bajorans, però Thrax és implacable. Odo finalment es veu obligat a acceptar la veritat: va ser ell mateix, no Thrax, qui va fer executar els bajorans, tot i que les proves contra ells eren en gran part circumstancials, ja que Dukat simplement volia donar-ne un exemple. Admet que li importava més l'estat de dret que la justícia, i va jurar no tornar-ho a fer mai més.
Els quatre es desperten a la infermeria, on el Dr. Bashir revela que l'anomalia va desencadenar una experiència telepàtica; Odo estava pensant en la seva culpabilitat per les execucions quan el vagabund va trobar l'anomalia. A l'escena final de l'episodi, Kira Nerys, la primera oficial bajorana de "Espai Profund 9" i bona amiga d'Odo, pregunta a Odo si altres persones innocents van morir sota la seva supervisió; ell respon que no pot estar-ne segur, però que espera que no.

## Actors convidats
- Marc Alaimo - Gul Dukat
- Victor Bevine - Belar
- Andrew J. Robinson - Garak
- Kurtwood Smith - Thrax

## Recepció
LeVar Burton va comentar que va trobar "Things Past" "molt divertida perquè vam tenir l'oportunitat d'experimentar un estil visual diferent per a Deep Space Nine. Vam tenir l'oportunitat de ser més foscos, realment crus. Sé que va ser molt divertit per a Jonathan West, el director de fotografia".
Terry Farrell va comentar: "M'ha agradat ["Things Past"] perquè sempre parlàvem molt sobre l'Ocupació, i en aquella vam poder experimentar el que pensaven els guionistes. Havien fet alguna cosa semblant una o dues vegades abans, però Dax no hi estava gaire involucrada".
Jamahl Epsicokhan de "Jammer's Reviews" el considera un gran antídot per ajudar a una ràpida recuperació de l'episodi anterior, "Let He Who Is Without Sin...", que va considerar molt dolent. El considera el millor episodi de la temporada des de "Nor the Battle to the Strong", tot comparant-lo amb "Necessary Evil".
Tor.com va donar a l'episodi quatre sobre deu .